# 内藤信武
内藤 信武（ないとう のぶたけ）は、江戸時代前期の摂津国高槻藩の世嗣。官位は従五位下・丹後守。

## 略歴
高槻藩主・内藤信正の子として誕生。
庶子として生まれたが、兄・信照が病弱であったため、父・信正の嗣子となる。しかし元和5年（1619年）に夭折、再び信照が嗣子となって家督を継承した。娘は信照の養女となり、後に堀利長の室となっている。
法名は「性空」と伝えられている。葬地は不明である。